# Antoni Dembiński (stolnik)
Antoni Dembiński herbu Rawicz (zm. przed 20 kwietnia 1730 roku) – stolnik krakowski w 1728 roku, łowczy krakowski w latach 1695–1728, towarzysz chorągwi husarskiej królewicza Jakuba.
W 1697 roku był elektorem Augusta II Mocnego z województwa krakowskiego. W 1704 roku jako deputat podpisał pacta conventa Stanisława Leszczyńskiego.